# Sosippus plutonus
Sosippus plutonus là một loài nhện trong họ Lycosidae.
Loài này thuộc chi Sosippus. Sosippus plutonus được George Stewardson Brady miêu tả năm 1962.